# Die Reichsbahn
Die Reichsbahn war eine Zeitschrift und erschien auch als amtliches Organ der Deutschen Reichsbahn.

## Geschichte
Die Zeitschrift erschien ab Oktober 1924, ab dem 1. Februar 1925 wöchentlich.
Sie war in einen amtlichen und einen nichtamtlichen Teil gegliedert. Im amtlichen Teil erschienen unter anderem Verfügungen, die für die gesamte Reichsbahn galten, sowie Betriebsbericht, Finanzbericht, Technischer Bericht; Verkehrsbericht, Personalbericht und Wirtschaftsbericht der Deutschen Reichsbahn-Gesellschaft. Die Zeitschrift sollte dazu dienen, „die Öffentlichkeit über die Lage und die Geschäftsführung der Deutschen Reichsbahn-Gesellschaft [zu] unterrichten und fortlaufend ein Bild über die Entwicklung und den Stand des Unternehmens [zu] geben“. Im nichtamtlichen Teil erschienen wirtschaftliche und technische Abhandlungen sowie Ausschreibungen der Deutschen Reichsbahn.
Am Ende des Zweiten Weltkriegs (1945) wurde die Zeitschrift im laufenden 21. Jahrgang eingestellt, bevor sie 1948 (mit dem 22. Jahrgang) wieder erscheinen konnte. 1949 wurde sie dann im Bereich der Deutschen Bundesbahn von der Zeitschrift Die Bundesbahn abgelöst.